# Phép nhân vô hướng

Phép nhân vô hướng với hệ số bằng 3 kéo dãn vectơ.

Trong toán học, phép nhân vô hướng (scalar multiplication) là một trong những phép toán cơ bản để định nghĩa một không gian vectơ trong đại số tuyến tính (khái quát hơn, một mô đun trong đại số trừu tượng). Trong hình học, phép nhân vô hướng của một vectơ Euclid thực với một số thực dương là việc nhân độ dài của một vectơ mà không thay đổi hướng của nó. Nhân vô hướng là phép nhân của một vectơ với một vô hướng (có tích là một vectơ), và được phân biệt với tích trong hay tích vô hướng của hai vectơ (có tích là một vô hướng).

Vectơ a và các vectơ tích của nó với các vô hướng −1 và 2

## Định nghĩa
Tổng quát nếu K là một trường vô hướng và V là một không gian vectơ trên K thì phép nhân vô hướng là một hàm từ tập tích K × V vào V. Kết quả (tích) của hàm số này tác động vào vô hướng k trong K và vectơ v trong V được ký hiệu là kv.

### Tính chất
Phép nhân vô hướng thỏa mãn các tính chất sau (vectơ được viết đậm):
- Tính cộng đối với vô hướng: (c + d)v = cv + dv;
- Tính cộng đối với vectơ: c(v + w) = cv + cw;
- Tính kết hợp giữa phép nhân vô hướng và tích các vô hướng: (cd)v = c(dv);
- Nhân với số 1 không làm biến đổi vectơ, hay nói cách khác là tích của vectơ với số 1 là chính vectơ đó: 1v = v;
- Nhân với 0 cho kết quả là vectơ không: 0v = 0;
- Nhân với −1 cho kết quả là nghịch đảo phép cộng: (−1)v = −v.

Ở đây dấu + thể hiện phép cộng trong trường vô hướng hoặc cộng vectơ, số 0 là phần tử đơn vị của phép cộng trong trường vô hướng hoặc không gian vectơ.

## Diễn giải
Phép nhân vô hướng có thể được coi là một phép toán hai ngôi ngoài hay là một tác động của trường lên không gian vectơ. Nói một cách hình học, tác động này kéo giãn ra hoặc co ngắn một vectơ bởi một hệ số không đổi. Kết quả là một vectơ cùng phương nhưng có thể cùng hoặc ngược chiều với vectơ ban đầu và có thể có độ dài được thay đổi.
Trong trường hợp đặc biệt, không gian V có thể được coi chính là trường K và khi đó phép nhân vô hướng là phép nhân thường giữa các vô hướng trong trường.
Khi không gian V là Kn, phép nhân vô hướng tương đương với phép nhân từng thành phần của vectơ với một vô hướng, và có thể được định nghĩa như vậy.
Phép nhân vô hướng cũng được áp dụng nếu K là một vành giao hoán và V là một mô đun trên vành K. K cũng có thể là một nửa vành, nhưng khi đó lại không có nghịch đảo phép cộng. Nếu vành K không giao hoán, có thể định nghĩa các phép toán nhân vô hướng trái cv và nhân vô hướng phải vc.

## Phép nhân một số cho ma trận
Phép nhân ma trận với một số, hay còn gọi là nhân vô hướng ma trận là một phép toán tuyến tính. Nó có vai trò giống như phép nhân vô hướng vectơ với một số trong Không gian vectơ. Để nhân một số cho một ma trận: nhân số đó vối mỗi phần tử của ma trận. Ma trận mới là kết quả của phép nhân đó.
Cho vô hướng thực {\displaystyle c} và ma trận thực kích thước {\displaystyle m\times n}
{\displaystyle A={\begin{bmatrix}a_{11}&a_{12}&\cdots &a_{1n}\\a_{21}&a_{22}&\cdots &a_{2n}\\\cdot &\cdot &\cdots &\cdot \\a_{m1}&a_{m2}&\cdots &a_{mn}\end{bmatrix}}}
Tích vô hướng của {\displaystyle c} với ma trận {\displaystyle A} là ma trận cùng kích thước {\displaystyle m\times n}
{\displaystyle cA={\begin{bmatrix}c.a_{11}&c.a_{12}&\cdots &c.a_{1n}\\c.a_{21}&c.a_{22}&\cdots &c.a_{2n}\\\cdot &\cdot &\cdots &\cdot \\c.a_{m1}&c.a_{m2}&\cdots &c.a_{mn}\end{bmatrix}}}
Ví dụ
{\displaystyle 2\cdot {\begin{bmatrix}1&8&-3\\4&-2&5\end{bmatrix}}={\begin{bmatrix}2\cdot 1&2\cdot 8&2\cdot -3\\2\cdot 4&2\cdot -2&2\cdot 5\end{bmatrix}}={\begin{bmatrix}2&16&-6\\8&-4&10\end{bmatrix}}}

#### Một số tính chất
- Phân phối với phép cộng ma trận: Với các ma trận {\displaystyle A,B} cùng kích thước và mọi số {\displaystyle c} ta có {\displaystyle c.(A+B)=c.A+c.B}
- Phân phối với phép cộng các số: Với mọi ma trận {\displaystyle A} và mọi số {\displaystyle b,c} ta có {\displaystyle (b+c).A=b.A+c.A}
- Nhân với số không: Mọi ma trận nhân với số không cho ma trận không cùng cấp.
- Nhân với đơn vị: Mọi ma trận nhân với đơn vị cho kết quả là chính nó.
- Nhân với ma trận không: Mọi số nhân với ma trận không cho kết quả là chính ma trận không đó.
- Kết hợp với phép nhân các số: Với mọi ma trận {\displaystyle A} và mọi số {\displaystyle b,c} ta có {\displaystyle b.(c.A)=(b.c).A}
- Tập các ma trận cùng kích thước {\displaystyle m\times n} tạo thành một không gian vectơ với phép cộng ma trận và phép nhân vô hướng.

### Phép nhân trái và phải
Phép nhân trái của một ma trận A với một vô hướng λ cho kết quả là một ma trận cùng kích thước với A. Nó được ký hiệu là λA, với các phần tử λA được định nghĩa là
{\displaystyle (\lambda \mathbf {A} )_{ij}=\lambda \left(\mathbf {A} \right)_{ij}\,,}
một cách tường minh:
{\displaystyle \lambda \mathbf {A} =\lambda {\begin{pmatrix}A_{11}&A_{12}&\cdots &A_{1m}\\A_{21}&A_{22}&\cdots &A_{2m}\\\vdots &\vdots &\ddots &\vdots \\A_{n1}&A_{n2}&\cdots &A_{nm}\\\end{pmatrix}}={\begin{pmatrix}\lambda A_{11}&\lambda A_{12}&\cdots &\lambda A_{1m}\\\lambda A_{21}&\lambda A_{22}&\cdots &\lambda A_{2m}\\\vdots &\vdots &\ddots &\vdots \\\lambda A_{n1}&\lambda A_{n2}&\cdots &\lambda A_{nm}\\\end{pmatrix}}\,.}
Tương tự, phép nhân phải của ma trận A với một vô hướng λ được định nghĩa là
{\displaystyle (\mathbf {A} \lambda )_{ij}=\left(\mathbf {A} \right)_{ij}\lambda \,,}
tức là:
{\displaystyle \mathbf {A} \lambda ={\begin{pmatrix}A_{11}&A_{12}&\cdots &A_{1m}\\A_{21}&A_{22}&\cdots &A_{2m}\\\vdots &\vdots &\ddots &\vdots \\A_{n1}&A_{n2}&\cdots &A_{nm}\\\end{pmatrix}}\lambda ={\begin{pmatrix}A_{11}\lambda &A_{12}\lambda &\cdots &A_{1m}\lambda \\A_{21}\lambda &A_{22}\lambda &\cdots &A_{2m}\lambda \\\vdots &\vdots &\ddots &\vdots \\A_{n1}\lambda &A_{n2}\lambda &\cdots &A_{nm}\lambda \\\end{pmatrix}}\,.}
Khi vành của ma trận là giao hoán, ví dụ như vành là trường số thực hoặc số phức, hai phép nhân trên là tương đương, và được gọi chung đơn giản là phép nhân vô hướng. Tuy nhiên, đối với các ma trận trên một vành tổng quát không giao hoán, ví dụ như vành quaternion, các phép nhân có thể không giống nhau. Ví dụ:
Đối với ma trận và vô hướng thực:
{\displaystyle \lambda =2,\quad \mathbf {A} ={\begin{pmatrix}a&b\\c&d\\\end{pmatrix}}}
{\displaystyle 2\mathbf {A} =2{\begin{pmatrix}a&b\\c&d\\\end{pmatrix}}={\begin{pmatrix}2\!\cdot \!a&2\!\cdot \!b\\2\!\cdot \!c&2\!\cdot \!d\\\end{pmatrix}}={\begin{pmatrix}a\!\cdot \!2&b\!\cdot \!2\\c\!\cdot \!2&d\!\cdot \!2\\\end{pmatrix}}={\begin{pmatrix}a&b\\c&d\\\end{pmatrix}}2=\mathbf {A} 2.}
Đối với ma trận và vô hướng quaternion:
{\displaystyle \lambda =i,\quad \mathbf {A} ={\begin{pmatrix}i&0\\0&j\\\end{pmatrix}}}
{\displaystyle i{\begin{pmatrix}i&0\\0&j\\\end{pmatrix}}={\begin{pmatrix}i^{2}&0\\0&ij\\\end{pmatrix}}={\begin{pmatrix}-1&0\\0&k\\\end{pmatrix}}\neq {\begin{pmatrix}-1&0\\0&-k\\\end{pmatrix}}={\begin{pmatrix}i^{2}&0\\0&ji\\\end{pmatrix}}={\begin{pmatrix}i&0\\0&j\\\end{pmatrix}}i\,,}
trong đó i, j, k là các đơn vị quaternion. Tính không giao hoán của phép nhân quaternion không cho phép việc đổi thứ tự, ta thấy ij = +k khác với ji = −k.